# Isaak (cantante)
Isaak Guderian (nacido el 31 de enero de 1995), conocido como Isaak, es un cantante alemán. Representó a Alemania en el Festival de la Canción de Eurovisión 2024 con la canción «Always on the Run».

## Primeros años y vida personal
Guderian nació en 1995 de madre islandesa y padre alemán y creció en Porta Westfalica, Renania del Norte-Westfalia. Actualmente vive en Espelkamp con su mujer y sus dos hijos.

## Carrera
Guderian comenzó su carrera musical como músico callejero y posteriormente formó una banda. En 2011, participó en el programa de talentos de televisión X Factor con una versión del éxito de Oasis «Wonderwall».
A los 18 años, Guderian fundó su propia empresa para organizar eventos musicales locales y alternativos. En 2020, durante la pandemia de COVID-19, comenzó a componer música y en 2021 ganó Show Your Talent, lo que marcó su gran avance. Guderian participó en la ronda preliminar alemana para el Festival de la Canción de Eurovisión 2024 con la canción «Always on the Run», ganando finalmente el derecho a representar al país en el concurso.

## Discografía

### Sencillos
| Título                                                                                 | Año  | Posición más alta en listas | Álbum o EP          |
| Título                                                                                 | Año  | GER Single Trend.           | Álbum o EP          |
| -------------------------------------------------------------------------------------- | ---- | --------------------------- | ------------------- |
| «Too Late»                                                                             | 2020 | —                           | Sencillos sin álbum |
| «Sober»                                                                                | 2020 | —                           | Sencillos sin álbum |
| «One Life»                                                                             | 2021 | —                           | Sencillos sin álbum |
| «Shelter»                                                                              | 2021 | —                           | Sencillos sin álbum |
| «Free»                                                                                 | 2021 | —                           | Sencillos sin álbum |
| «Impact»                                                                               | 2021 | —                           | Sencillos sin álbum |
| «Water to the Seed»                                                                    | 2021 | —                           | Sencillos sin álbum |
| «Finally»                                                                              | 2021 | —                           | Sencillos sin álbum |
| «Baby Steps» (con David Puentez)                                                       | 2022 | 6                           | Sencillos sin álbum |
| «Home»                                                                                 | 2022 | —                           | Sencillos sin álbum |
| «Postcard»                                                                             | 2023 | —                           | Sencillos sin álbum |
| «Always on the Run»                                                                    | 2024 | —                           | Sencillos sin álbum |
| «—» denota una grabación que no llegó a las listas o no fue lanzada en ese territorio. |      |                             |                     |